# Halte de Labège-Village
Halte de Labège-Village vasúti megálló Franciaországban, Labège településen.

## Vasútvonalak
Az állomást az alábbi vasútvonalak érintik:
- Bordeaux–Sète-vasútvonal

## Kapcsolódó állomások
A vasútállomáshoz az alábbi állomások vannak a legközelebb:
- Gare d’Escalquens (Gare de Sète, Bordeaux–Sète-vasútvonal)
- Gare de Labège-Innopole (Gare de Bordeaux-Saint-Jean, Bordeaux–Sète-vasútvonal)